# Aminoglutethimide
Aminoglutethimide (AG), được bán dưới tên thương hiệu Elipten, Cytadren và Orimeten và các thương hiệu khác, là một loại thuốc đã được sử dụng trong điều trị động kinh, hội chứng Cushing, ung thư vú và ung thư tuyến tiền liệt, trong số các chỉ định khác. Nó cũng đã được sử dụng bởi các vận động viên thể hình, vận động viên và những người đàn ông khác cho mục đích xây dựng cơ bắp và hiệu suất và tăng cường thể chất. AG được uống bằng miệng ba hoặc bốn lần mỗi ngày.
Tác dụng phụ của AG bao gồm lờ đờ, buồn ngủ, chóng mặt, nhức đầu, chán ăn, nổi mẩn da, tăng huyết áp, tổn thương gan và suy tuyến thượng thận, trong số những người khác. AG vừa là thuốc chống co giật vừa là chất ức chế steroidogenesis. Xét về tài sản sau, nó ức chế các enzym như enzyme  phân tách  cholesterol  (CYP11A1, P450scc) và aromatase (CYP19A1), do đó ức chế sự chuyển đổi cholesterol thành hormone steroid và chặn việc sản xuất của nội tiết tố androgen, estrogen và glucocorticoids, trong số các steroid nội sinh khác. Như vậy, AG là một chất ức chế aromatase và chất ức chế steroidogen adrenal, bao gồm cả chất ức chế tổng hợp androgen và chất ức chế tổng hợp corticosteroid.
Aminoglutethimide được giới thiệu cho mục đích y tế, như một thuốc chống co giật, vào năm 1960. Nó đã bị rút  khỏi thị trường vào năm 1966 do độc tính. Các đặc tính ức chế sản xuất steroid của nó được phát hiện một cách tình cờ và sau đó nó đã được tái sử dụng để điều trị hội chứng Cushing, ung thư vú và ung thư tuyến tiền liệt từ năm 1969 và sau đó. Tuy nhiên, mặc dù được sử dụng trong quá khứ, nó chủ yếu được thay thế bởi các tác nhân mới hơn với hiệu quả tốt hơn và độc tính thấp hơn như ketoconazole, abiraterone axetat và các chất ức chế aromatase khác. Nó vẫn chỉ được bán trên thị trường ở một số quốc gia.